# Westlicher Niederer Klammerkopf
Der Westliche Niedere Klammerkopf ist ein 3125 m ü. A. hoher Berggipfel der Schobergruppe in Kärnten. Er gehört zu den drei niedrigen der insgesamt sieben Klammerköpfe.

## Lage
Der Westliche Niedere Klammerkopf liegt im südöstlichen Zentrum der Schobergruppe an der Grenze zwischen den Gemeinden Heiligenblut am Großglockner im Norden und Großkirchheim im Süden. Die Landesgrenze zu Osttirol liegt nur knapp 500 Meter südwestlich. Der Westliche Niedere Klammerkopf befindet sich zwischen dem Östlichen Klammerkopf (3153 m ü. A.) im Südwesten und dem Mittleren Niederen Klammerkopf (31208 m ü. A.) im Nordosten. Im Norden des Westlichen Niederen Klammerkopfs liegt entlang der Nordseite der Klammerköpfe bis zum Großen Hornkopf das Gößnitzkees, südwestlich befand sich früher westlich des Grats bis zum Keeskopf das Klammerkees. Nächstgelegene alpine Stützpunkte sind die am Gradensee liegende Adolf-Noßberger-Hütte im Südosten, die Lienzer Hütte im Südwesten und die Elberfelder Hütte im Norden.

## Aufstiegsmöglichkeiten
Der Normalweg auf den sehr selten begangenen Westlichen Niederen Klammerkopf führt zunächst markiert von der Adolf-Noßberger-Hütte nach Nordwesten in Richtung der Klammerscharte (2930 m ü. A.), wobei man auf halbem Weg zur Klammerscharte nach Westen abzweigt und über steile Halden in das südlich liegende Kar zu den Einschartungen zwischen den drei niedrigen Klammerköpfen gelangt. Vom Kar aus erreicht man den Westlichen Niederen Klammerkopf in kurzer Kletterei. Alternativ kann der Gipfel auch durch Überschreitung des Mittleren Niederen Klammerkopfs und des Niedrigsten Klammerkopfs aus der Klammerscharte bestiegen werden, wobei zahlreiche Grattürme überstiegen werden müssen. Von Norden ist der Berg beispielsweise von der Elberfelder Hütte über das Gößnitzkees und eine Eisrinne zwischen dem Östlichen und dem Westlichen Niederen Klammerkopf erreichbar.